# Place Castello
La place Castello (en français : Place du Château), est la deuxième plus grande place de Turin. La place doit son nom au Palais royal ainsi qu'au palais Madame qui donnent tous les deux sur cette vaste place du centre-ville historique de Turin.

## Historique
La place Castello fut conçue en 1584 par
l'architecte baroque Ascanio Vittozzi. Elle est la deuxième plus grande place de Turin après la place Vittorio Veneto. La place Castello s'étend sur 40 000 m2.
La place fut en partie détruite par les guerres qui ensanglantèrent la ville entre 1637 et 1640. La place fut reconstruite sous la direction de la régente Christine de France, fille du roi Henri IV et de Marie de Médicis. Elle lança les travaux de modernisation du Palais royal ainsi que ceux du palais Madame entre 1645 et 1646.
Au tout début, la place était divisée en deux par un monument couvert de carreaux. Il séparait la place principale d'une plus petite dénommée la Piazzetta Reale. Cette structure, composée d'une longue colonnade, a été utilisée par le duché de Savoie comme un endroit pour célébrer des événements publics tels que l'exposition du Suaire de Turin. Cette architecture rétrécissait la place, mais il donnait un air majestueux, communément appelé «Pavillon Royal» ou «Terrasse de la place du Château». Cet édifice a été démoli en 1811 par un incendie lors de la célébration de la naissance du roi de Rome. Le prince Charles-Albert de Sardaigne
demanda à l'architecte Pelagio Palagi de remplacer l'ancien monument par une monumentale porte en fonte. Lors de la venue de Napoléon Ier, il fut suggéré de démolir les palais Royal et Madame pour les transférer sur la place du Champ de Mars. Par chance Napoléon considéra ce projet comme fou et les monuments furent préservés.
La place Castello possède d'autres monuments importants, le théâtre royal ou Teatro Regio, la Bibliothèque royale de Turin, l'église Saint-Laurent
Au XXe siècle arrivèrent les lignes de tramways qui traversèrent la place.
Au XXIe siècle, le réaménagement du centre-ville historique de Turin avec la création de voies piétonnes permirent l'organisation de spectacles et festivals sur cette place, comme le Festivalbar.

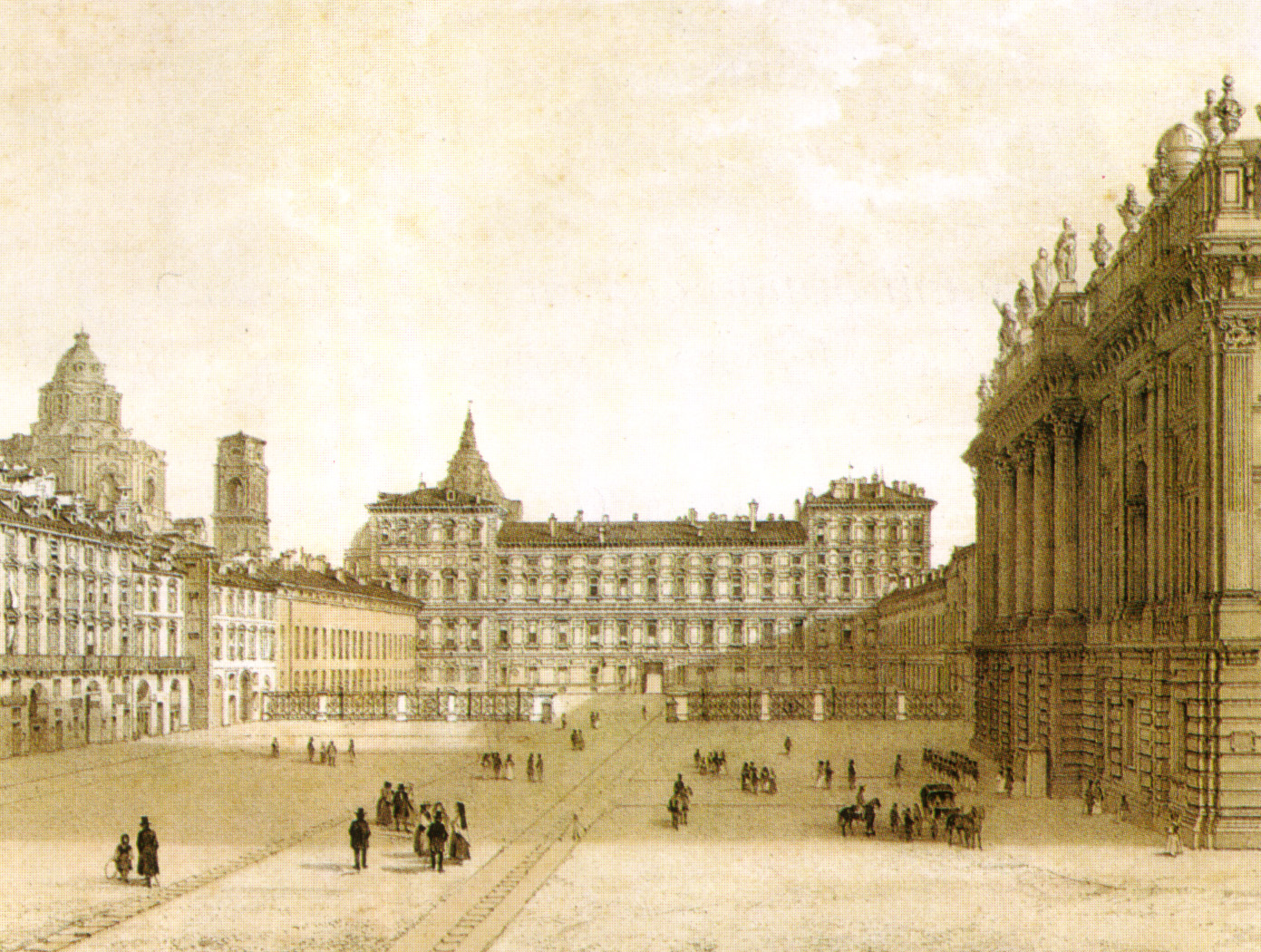
La place Castello au XIXe siècle.
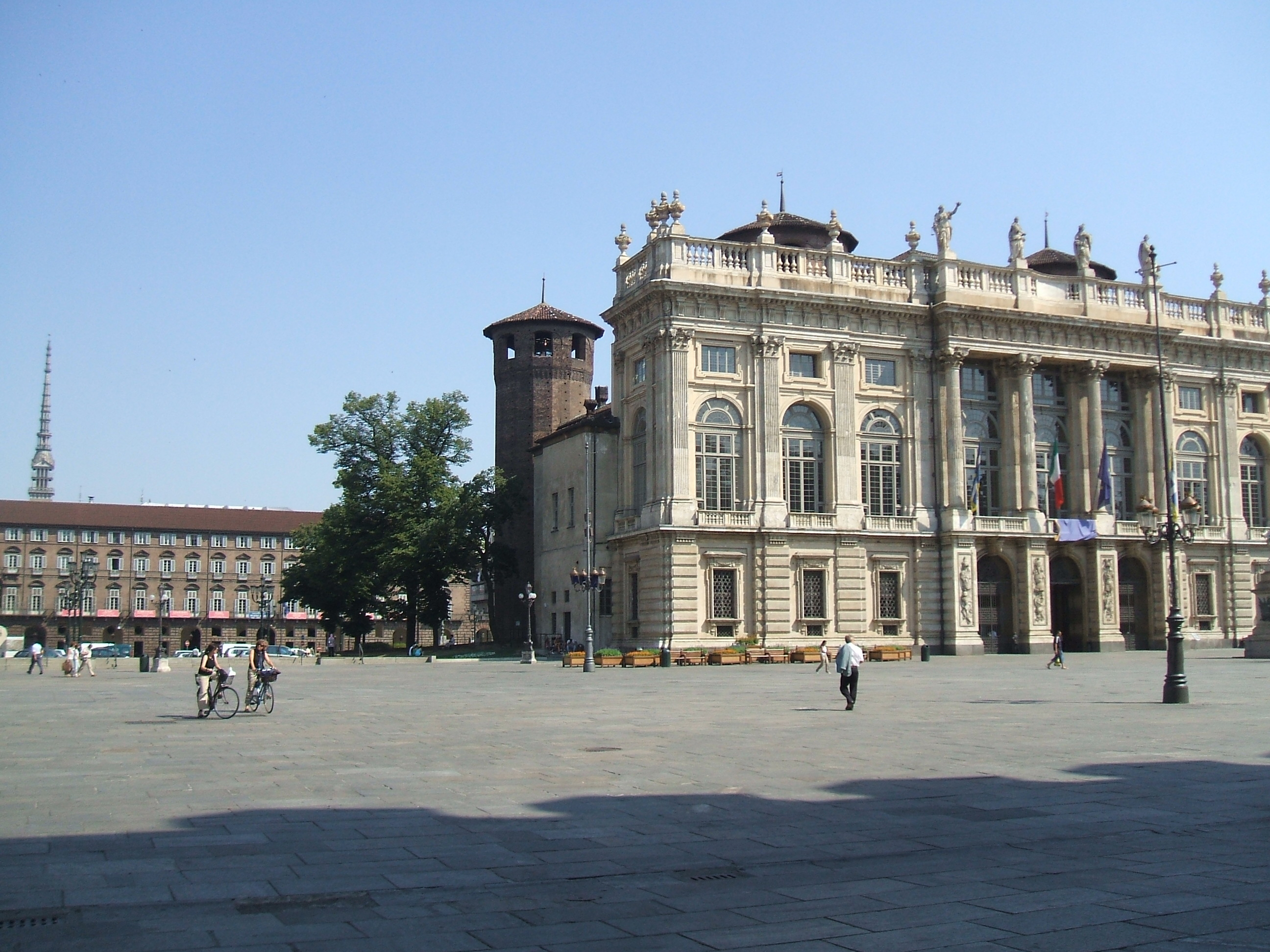
La place Castello et le palais Madame.